# Liste der Kellergassen in Neusiedl an der Zaya
Die Liste der Kellergassen in Neusiedl an der Zaya führt die Kellergassen in der niederösterreichischen Gemeinde Neusiedl an der Zaya an.
| Foto |                 | Kellergasse                      | Standort                          | Beschreibung |
| ---- | --------------- | -------------------------------- | --------------------------------- | --- |
| BW   | Datei hochladen | Burggasse                        | KG: Neusiedl an der Zaya Standort | Die einseitige Einzelkellergasse liegt in einer Mulde bzw. in Hanglage im Ort. Auf 200 Metern Länge befinden sich 24 Gebäude, davon sechs Um- oder Neubauten und vier Wohnbauten. Die Keller sind mehrheitlich giebelständig. Die älteste Datierung ist von 1870. |
| BW   | Datei hochladen | Friedhofstraße                   | KG: Neusiedl an der Zaya Standort | Die beidseitige Einzelkellergasse liegt in einem Graben am südlichen Ortsrand. Auf 80 Metern Länge befinden sich zwölf Gebäude, davon zehn Keller, mehrheitlich in Schildmauerform und erneuerungsbedürftig. |
| BW   | Datei hochladen | Obere Kellergasse, Steinweg      | KG: Neusiedl an der Zaya Standort | Das Kellergassensystem besteht aus einer beidseitigen Kellergasse in einem Graben am südlichen Ortsrand (Obere Kellergasse) und einigen nordwestlich davon im südlichen Hintaus befindlichen Kellern (Steinweg). Auf 450 Metern Länge befinden sich 72 Gebäude, davon 51 traditionelle Keller (die Hälfte davon traufständig), 15 Um- oder Neubauten und sechs weitere Gebäude (Wohnhäuser, Scheunen, sonstige Nutzungen). Ein Drittel der Keller ist erneuerungsbedürftig oder verfallen. Die älteste Datierung ist von 1837. |
| BW   | Datei hochladen | Sackgasse                        | KG: Neusiedl an der Zaya Standort | Die einseitige Einzelkellergasse liegt an einer Geländekante im südöstlichen Hintaus. Auf 60 Metern Länge befinden sich elf Gebäude, davon zehn Keller in Schildmauerform sowie ein Neubau. Die Keller sind mehrheitlich erneuerungsbedürftig. |
| BW   | Datei hochladen | Schulgasse                       | KG: Neusiedl an der Zaya Standort | Die einseitige Einzelkellergasse liegt an einer Geländekante am südlichen Ortsrand. Auf 120 Metern Länge befinden sich acht Keller, zwei davon verfallen, in unterschiedlichen Bauformen. |
| BW   | Datei hochladen | Siedlungsstraße                  | KG: Neusiedl an der Zaya Standort | Die beidseitige Einzelkellergasse liegt an einer Geländekante am südlichen Ortsrand. Auf 200 Metern Länge befinden sich 29 Gebäude, davon sechs Um- oder Neubauten und zwei Wohnhäuser. Die Keller sind überwiegend giebelständig, die Hälfte der Keller ist erneuerungsbedürftig. Die älteste Datierung ist von 1936. |
| BW   | Datei hochladen | Untere Kellergasse, Kirchengasse | KG: Neusiedl an der Zaya Standort | Das beidseitige Kellergassensystem liegt in Hanglage rund um einen kleinen Hügel hinter dem südlichen Hintaus. Auf 450 Metern Länge befinden sich 37 Gebäude, davon 14 Um- oder Neubauten großteils mit Wohnnutzung. Die Keller sind mehrheitlich giebelständig, fast die Hälfte ist erneuerungsbedürftig. |
| BW   | Datei hochladen | Hausberg                         | KG: St. Ulrich Standort           | Die einseitige Einzelkellergasse liegt westlich knapp außerhalb des Orts in Hanglage. Auf 200 Metern Länge befinden sich 19 Gebäude, davon zwei Um- oder Neubauten, der Rest mehrheitlich giebelständige Keller. Mehr als die Hälfte der Keller ist erneuerungsbedürftig oder verfallen. |
| BW   | Datei hochladen |                                  | KG: St. Ulrich Standort           | In leichter Hanglage am südlichen Ortsrand liegen zwei kurze Kellerreihen hintereinander; insgesamt befinden sich hier etwa acht Keller. |

| Foto:                    | Fotografie der Kellergasse (Gesamtheit). Klicken des Fotos erzeugt eine vergrößerte Ansicht. Daneben finden sich zwei Symbole: \| Weitere Bilder vorhanden \| Das Symbol bedeutet, dass weitere Fotos des Objekts verfügbar sind. Durch Klicken des Symbols werden sie angezeigt. \| \| Eigenes Foto hochladen \| Durch Klicken des Symbols können weitere Fotos des Objekts in das Medienarchiv Wikimedia Commons hochgeladen werden. \| |
| Name:                    | Bezeichnung der Kellergasse |
| Standort:                | Es ist die Katastralgemeinde (KG) angegeben. Durch Aufruf des Links Standort wird die Lage der Kellergasse in verschiedenen Kartenprojekten angezeigt. |
| Beschreibung             | Kurze Beschreibung der Kellergasse |
| Weitere Bilder vorhanden | Das Symbol bedeutet, dass weitere Fotos des Objekts verfügbar sind. Durch Klicken des Symbols werden sie angezeigt. |
| Eigenes Foto hochladen   | Durch Klicken des Symbols können weitere Fotos des Objekts in das Medienarchiv Wikimedia Commons hochgeladen werden. |